# Рудаково (Пермский край)
Рудаково — деревня в Юсьвинском муниципальном округе Коми-Пермяцкого округа Пермского края России.

## История
В период с 2004 по 2019 годы входила в состав ныне упразднённого Архангельского сельского поселения Юсьвинского района.

## География
Деревня находится в северо-восточной части района, в пределах восточной окраины Восточно-Европейской равнины, на левом берегу реки Иньвы, на расстоянии приблизительно 7 километров (по прямой) к северо-востоку от села Юсьвы, административного центра округа. Абсолютная высота — 139 метров над уровнем моря.
Климат
Климат характеризуется как умеренно континентальный, с продолжительной многоснежной холодной зимой и коротким умеренно тёплым летом. Средняя многолетняя температура самого холодного месяца (января) составляет −15,8 °С (абсолютный минимум — −53 °С), температура самого тёплого (июля) — 17,7 °С (абсолютный максимум — 38 °С). Среднегодовое количество осадков — 554 мм. Снежный покров держится в течение 170—190 дней в году.

## Население
| 2010 |
| ---- |
| 17   |

Половой состав
По данным Всероссийской переписи населения 2010 года в половой структуре населения мужчины составляли 47,1 %, женщины — соответственно 52,9 %.
Национальный состав
Согласно результатам переписи 2002 года, в национальной структуре населения коми-пермяки составляли 100 % из 36 чел.

## Известные уроженцы, жители
Раиса Михайловна Боталова (Баталова) (1931—2016) — советская учёная, доктор филологических наук.